# سانکیرتن
سانکیرتن (هندی: संकीर्तन) یا می‌تِی سانکیِرتانا (که به زبان مایتی به عنوان مای‌تِی نات سانکیِرتَن نیز شناخته می‌شود)، یک شکل از هنر نمایشی فرهنگ مایتی است که شامل آواز آیینی، طبل‌زنی و رقص است که در معابد و فضاهای خانگی در مانیپور هند اجرا می‌شود. از طریق این اجراها که وفاداری و انرژی مذهبی بی‌نظیری را نشان می‌دهند، اجراکنندگان داستان‌های مختلف از کریشنا را روایت می‌کنند که اغلب تماشاگران را به اشک می‌اندازند. این هنر به‌طور عمده توسط هندوهای مایتی (که عمدتاً ویشنوپرستی هستند) در مانیپور و همچنین توسط جمعیت ویشنوای مایتی مقیم ایالت‌های همجوار مانند تریپورا و آسام اجرا می‌شود. در دسامبر ۲۰۱۳، یونسکو «سانکیرتانا: آواز آئینی، طبل زدن و رقص مانیپور» را در فهرست‌های میراث فرهنگی ناملموس یونسکو ثبت کرد.

## خلاصه‌ای از اجرا

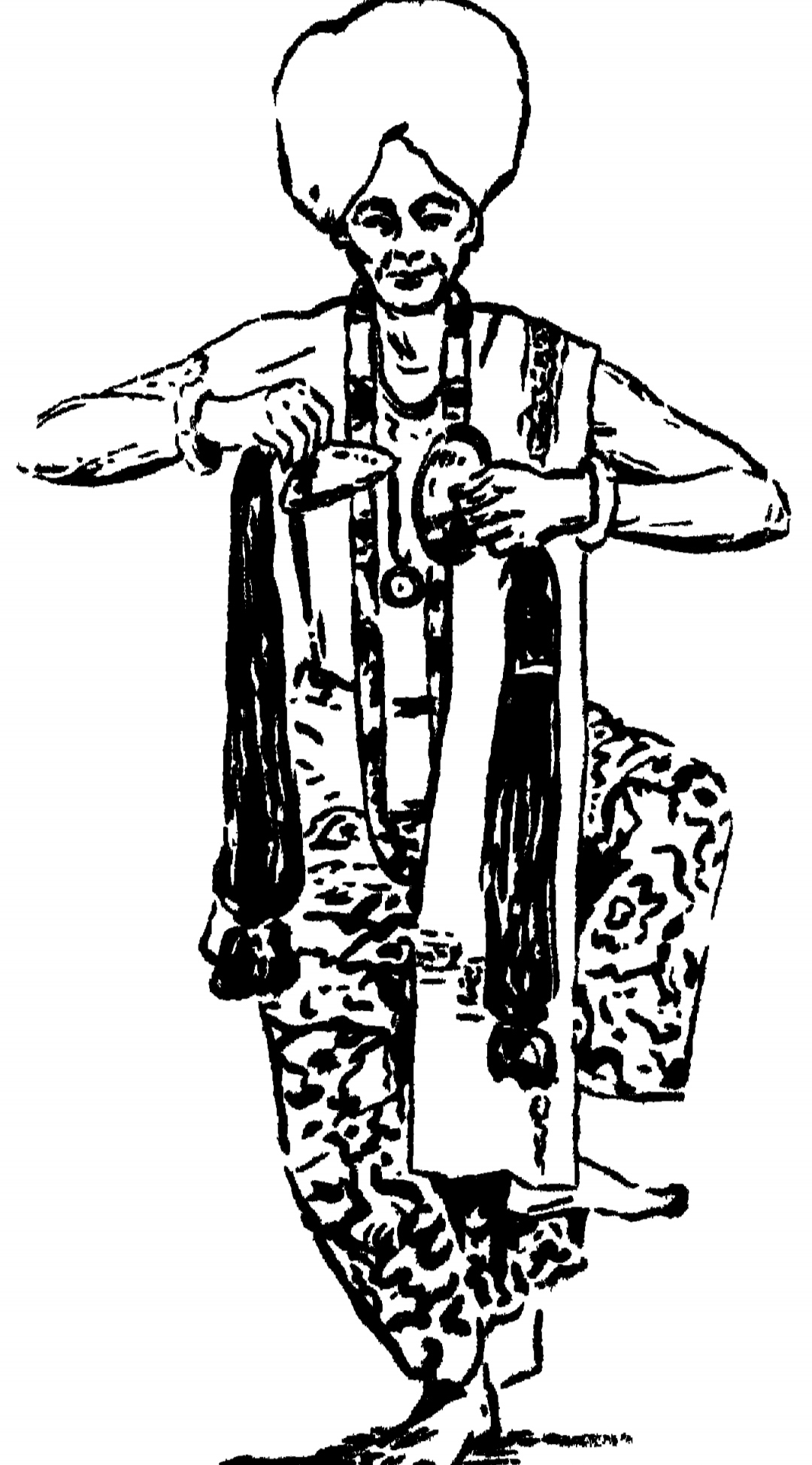
تصویری از می‌تِی سانکیِرتن

پرونده نامزدی برای ثبت در فهرست نماینده میراث فرهنگی بشری که توسط آکادمی هنرهای موسیقی تهیه شده است، این هنر نمایشی را به این صورت توصیف می‌کند: 
«شروع با مراسم آیینی که شامل آواز خواندن و رقص در معابد مانیپور است، سانکیرتنا مجموعه‌ای از هنرها را در بر می‌گیرد که همچنین در خانه‌ها و خیابان‌ها برای نشان دادن مناسبت‌های مذهبی و مراحل مختلف زندگی مردم ویشنوای ساکن دشت‌های مانیپور اجرا می‌شود. الهیات و افسانه‌های کریشنا در مرکز این اجراها قرار دارند، اما در اجراهای آن‌ها ویژگی‌های رسمی که از موسیقی و رقص در گذشته پیش‌ویشنوای مانیپور آمده است، جذب می‌شود. هسته اصلی تمرین سانکیرتنا در معبد است، جایی که از طریق آواز و رقص زندگی‌ها و اعمال کریشنا روایت می‌شود. این‌ها معمولاً به صورت دایره‌ای در یک سالن (مانداپا) متصل به معبد و در برابر عبادت‌کنندگان اجرا می‌شوند. اصلی‌ترین بخش‌ها شامل Nata Pala است که در سرتاسر دره مانیپور اجرا می‌شود. Ariba Pala و Manohar Sai Pala که کمتر امروزه مشاهده می‌شود، نیز معبدمحور هستند. خارج از معبد، سانکیرتنا اشکال مختلفی به خود می‌گیرد مانند Holi Pala که جشنواره رنگ‌ها را در فصل بهار جشن می‌گیرد یا Shayan که در ماه‌های زمستان اجرا می‌شود. Khubak Eshei در معبد در دوران بارانی جشن گرفته می‌شود و جشنواره ارابه خدایان را نشان می‌دهد. در خانه، سانکیرتنا به عنوان دعا در تمامی مراسم‌های زندگی اجرا می‌شود، مانند مراسم سوراخ کردن گوش (برای هر دو جنس در کودکی)، پوشیدن رشته مقدس (برای پسران نوجوان)، ازدواج و آیین‌های عبور در مرگ؛ بنابراین سانکیرتنا در زندگی ویشنوای مانیپوری گسترش می‌یابد و به عنوان تجلی مرئی خدا شناخته می‌شود.»